# Paul Poirson
Pour les articles homonymes, voir Poirson.

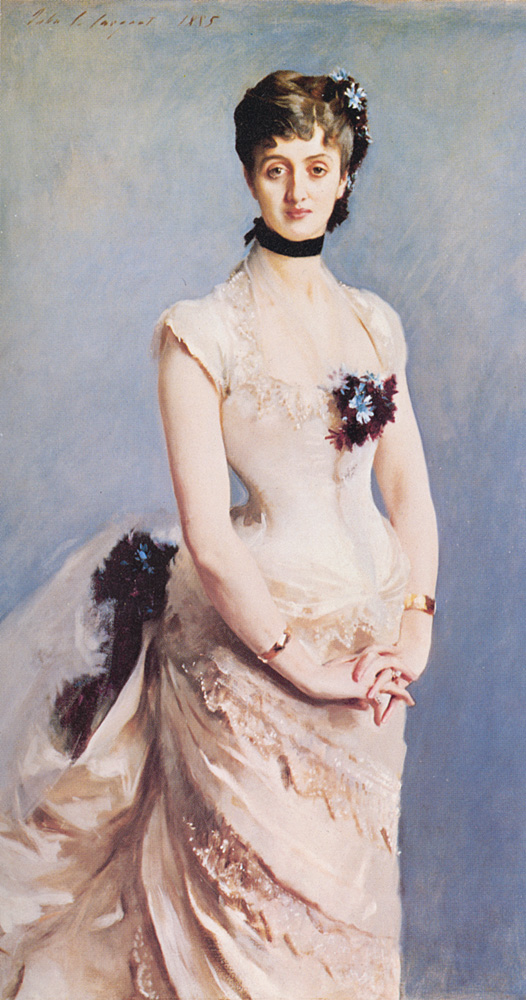
Seymourina Poirson (Portrait de Madame Paul Poirson) par Sargent (1885).

Paul Charles Poirson (Paris 3e, 21 octobre 1836 - Paris 17e, 27 avril 1895) est un librettiste français.

## Biographie
Il devient en 1873 un des vice-présidents de la commission littéraire du Cercle de l’Union artistique. 
Il est co-auteur avec Louis Gallet des livrets de Cinq Mars de Gounod et de L'Adorable Bel-Boul de Massenet. Il a également écrit avec Henri Meilhac le texte de la saynète de Massenet Bérengère et Anatole d’abord présentée au Cercle de l’Union artistique en février 1976.

## Famille
Fils de Charles-Alexandre Poirson (1806-1872), officier puis directeur du Théatre du Palais Royal, et de Louise Escouffe (1810-1844), Paul Poirson était le neveu de l'homme de lettres et auteur dramatique Charles-Gaspard Delestre-Poirson (1790-1859) et le petit-fils du géographe Jean-Baptiste Poirson (1761-1831).
Son demi-frère était le peintre Maurice Poirson (1846-1882). 
Membre de la haute société parisienne, Paul Poirson fut marié à Seymourina Cuthbert, filleule de Richard Lord Hertford, avec qui il anima un célèbre salon, et qui fut peinte par John Singer Sargent. Ils eurent tous les deux une fille, Suzanne Richardine et un fils Charles, dont descendance contemporaine subsistante.

## Œuvres
- Le Télégramme, comédie en un acte, 1863.
- La Leçon de duel, comédie, 1874.
- Bérengère et Anatole de Massenet, livret, 1877.
- Cinq Mars de Gounod, livret, 1877.
- L'Adorable Bel-Boul de Massenet, livret, 1887.